# Give Me Liberty
Give Me Liberty é um filme de drama em curta-metragem estadunidense de 1936 dirigido e escrito por B. Reeves Eason e Forrest Barnes. Venceu o Oscar de melhor curta-metragem em live action colorido na edição de 1937.

## Elenco
- John Litel - Patrick Henry
- Nedda Harrigan - Doxie Henry
- Carlyle Moore, Jr. - Milton
- Robert Warwick - George Washington
- George Irving - Thomas Jefferson
- Boyd Irwin - Comissionário
- Gordon Hart - Antirrebelde
- Myrtle Stedman - Martha Washington
- Shirley Lloyd
- Ted Osborne - Randolph Peyton
- Carrie Daumery
- Jesse Graves - Moses
- Wade Lane - Juiz
- Charles Frederick Lindsley - Narrador
- Wilfred Lucas - Vossa Excelência
- Jack Mower - Senhor
- Bancroft Owen - Tom